# Semitono diatónico
Un semitono diatónico es un intervalo de semitono que existe entre dos notas de distinto nombre. En los dos tetracordios de la escala diatónica mayor hay dos semitonos diatónicos, situados siempre entre las notas tercera y cuarta (como Mi-Fa y Si-Do en la escala de Do Mayor).
Además del caso mencionado en que el semitono diatónico se forma entre notas naturales que están a una distancia de semitono, también se forma al reducir mediante una alteración la distancia de tono que separa dos notas, convirtiéndola en una distancia de un semitono. Por ejemplo, entre las notas Do-Re existe un tono, pero al reducir esta distancia mediante una alteración (un sostenido para elevar el Do, o un bemol para bajar el Re), se forma un semitono diatónico entre la nota alterada y la natural (por ejemplo, Do-Reb o Do#-Re). En cambio, el semitono cromático se forma entre la nota natural antes y después de la alteración (por ejemplo, Do-Do# o Reb-Re)
Como se ha visto, cuando entre dos notas existe una distancia de tono, este se compone de dos semitonos de los que uno es diatónico y el otro es cromático. Por este motivo se dice que el semitono diatónico es el intervalo complementario del semitono cromático, respecto del intervalo de tono.

## Cálculo del semitono diatónico
La enarmonía se produce cuando en un intervalo se cambian las notas de nombre sin modificar su altura, y así entre notas que están a distancia de un semitono diatónico se puede cambiar por un semitono cromático mediante enarmonía. Por ejemplo, el semitono diatónico entre Do# y Re se transforma en el semitono cromático Reb-Re cuando se sustituye el Do# por su nota enarmónica Reb.
En el círculo de quintas del sistema de Pitágoras, el semitono diatónico o limma comprende cinco quintas en sentido antihorario (descendentes) y su razón numérica es el resultado de compensar estas cinco quintas con tres octavas ascendentes.
{\displaystyle \left({\frac {2}{3}}\right)^{5}\times 2^{3}={\frac {256}{243}}} y su magnitud es de aprox. 90 cents.
Este intervalo se considera relativamente como un "semitono pequeño" causado por la tarcera mayor pitagórica o ditono (que es relativamente grande) y la distancia que resta hasta la cuarta justa.
El sistema de afinación justo  invierte la magnitud relativa del semitono diatónico y lo hace más grande que el cromático, concretamente es el resultado de hallar la diferencia entre la cuarta justa y la tercera mayor pura, o sea {\displaystyle {\frac {4}{3}}:{\frac {5}{4}}={\frac {16}{15}}}, igual al intervalo entre los armónicos 15 y 16 de la serie armónica, y que tiene 111.7 cents.